# Leucochaeta trapezina
Leucochaeta trapezina är en tvåvingeart som beskrevs av Becker 1913. Leucochaeta trapezina ingår i släktet Leucochaeta och familjen fritflugor. Inga underarter finns listade i Catalogue of Life.